# Asemonea pinangensis
Asemonea pinangensis là một loài nhện trong họ Salticidae.
Loài này thuộc chi Asemonea. Asemonea pinangensis được Fred R. Wanless miêu tả năm 1980.